# Mystagogie
Mystagogie (řecky μυσταγωγία mystagogia „uvedení do mystérií“, z μυστήριον mysterion „tajemství“ a ἀγωγή agogē „vedení, výchova“) původně označuje výuku žáků v antickém mysterijním kultu. Poučující kněz se nazývá (řecky μυσταγωγός) mystagog. 

## Starověký význam a praxe
Ve starověku byli mystagogové významnými úředníky nebo kněžími; například v Eleusii, která byla proslulá svými mystérii, se rekrutovali pouze ze zvláštních skupin obyvatelstva. Hovorově se však tento termín ve starověku používal i pro méně oficiální profese, například průvodce.

## Křesťanská mystagogie
Raná křesťanská církev přijala tento termín pro úvodní lekce, které dostávali katechumeni před křtem. Zejména se tímto termínem označovaly poslední lekce tohoto vyučování, které se konaly bezprostředně před křtem nebo dokonce po něm a které se zabývaly méně naukou o ctnostech a dalšími tématy praktického života než křesťanskými svátostmi. Kázání napsaná v této souvislosti se nazývají mystagogické homilie; jedna taková sbírka kázání církevního otce Cyrila Jeruzalémského ze 4. století se dochovala dodnes. 
V novější římskokatolické teologii se mystagogií rozumí zvláštní úvod do křesťanské víry, který předpokládá, že věřící již zná zkušenosti víry, jejichž význam mu však ještě není zcela jasný. Používání termínu mystagogie v kontextu (následné) katecheze je hojně doloženo již ve 4. století. Například mystagogické katecheze byly předány Cyrilem Jeruzalémským a Ambrožem Milánským, které byly předávány nově pokřtěným během velikonočního týdne jako vysvětlení tajemství, která předtím prožili. Karl Rahner oživil koncept mystagogických katechezí v moderní době.

### II. vatikánský koncil aŘímský misál
Druhý vatikánský koncil ve své liturgické konstituci Sacrosanctum Concilium zdůraznil mystagogickou funkci umění v církvi, které ze své podstaty „směřuje k nekonečné Boží kráse, jež se má nějakým způsobem projevit v lidských dílech, a tím více je zasvěceno Bohu, jeho chvále a slávě, protože nemá jiný cíl než obracet mysl lidí k Bohu ve svatém uctívání prostřednictvím svých děl“. To bylo provedeno například ve Všeobecném úvodu k Římskému misálu (třetí vydání 2002, č. 289, 325 a další) a v dalších pokynech Svatého stolce a diecézních biskupů.
Protestantská teoložka Sabine Bobertová dokonce označuje „mystagogické přístupy ke křesťanství“ za „budoucí model lidové církve“.

### Svátosti křesťanské iniciace
Vrátíme-li se k tradiční křesťanské mystagogii, pak Všeobecný úvod k obřadům křtu dětí, obnovený po II. vatikánském koncilu, opět, jako v prvních staletích a jako v praxi pravoslavných církví, spojuje tři svátosti: Křest, biřmování a eucharistii nazývá svátostmi „křesťanské iniciace“. Jejich přijetí v tomto pořadí má vést skrze víru k zasvěcení do velikonočního tajemství (lat. mysterium paschale): „vedou k plné zralosti Kristových následovníků, kteří v církvi a ve světě plní poslání vlastní celému křesťanskému lidu“. Neofyté se nejprve ve křtu „znovuzrodí z vody a Ducha svatého – srov. J 3, 5 (Kral, ČEP) a stanou se novým stvořením“. Poté jsou „více připodobněni Kristu a naplněni Duchem svatým“, následně „účastí na eucharistickém shromáždění přijímají tělo Syna člověka a pijí jeho krev, aby získali věčný život – srov. J 6, 55 (Kral, ČEP) a vyjádřili jednotu Božího lidu“.
Benedikt XVI. ve své postsynodální exhortaci Sacramentum caritatis, č. 64 hovořil o potřebě mystagogické cesty ve farnostech, která by se zaměřila na tři prvky: seznámit věřící s dějinami spásy, vysvětlit jim znamení obsažená v liturgických obřadech a svátostech a naučit je propojit tyto obřady s každodenním křesťanským životem.